# Catasetum rigidum
Catasetum rigidum là một loài thực vật có hoa trong họ Lan. Loài này được A.T.Oliveira & J.B.F.Silva mô tả khoa học đầu tiên năm 2000.